# Geografia do Japão
Japão é um país insular da Ásia Oriental, localizado no Oceano Pacífico. É composto por 6 852 ilhas, cujas cinco maiores são Honshu, Hokkaido, Kyushu, Shikoku e Okinawa representando em conjunto 97% da área terrestre nacional.

## Clima
O Japão se encontra na zona temperada e no extremo nordeste da região atingida pelo clima de monções. Sofre grande maritimidade, devido a sua posição geográfica, com grandes massas de ar carregadas de umidade, explicando a elevada pluviosidade (1.110 mm anuais). As chuvas abundantes e o clima temperado produzem vegetação rica que favorece a agricultura.
Suas quatro estações são bem definidas, com dois períodos chuvosos antes e depois do verão. No inverno, o Japão sofre influência da mais fria massa de ar do mundo: a massa de ar da Sibéria. Em Asahikawa e Hokkaido, por exemplo, a temperatura já atingiu até 41 graus abaixo de zero e a média de temperatura no mês de janeiro é de 8,5 graus negativos. Já no verão é regido pela massa de ar mais quente do mundo: a massa de ar do Pacífico norte – a temperatura mais alta já registrada no Japão foi de 40,8 graus na cidade de Yamagata. O clima do Japão, no verão, ao mesmo tempo em que é muito úmido, sofre períodos contínuos de sol relativamente sem chuva. No verão de 2007, a temperatura máxima foi de 41,5 graus na cidade de Nagano, província de Nagano.
- Norte (Hokkaido) - clima temperado frio, com longos meses de Inverno, influenciado pela corrente fria Oyashio;
- Centro (Honshu) - clima temperado oceânico, alta pluviosidade;
- Sudeste (Okinawa) - clima subtropical;
- Sul (Shikoku e Kyushu) - clima subtropical, amenizado pela corrente Kuro Shivo, também chamada de corrente do Japão.

## Vegetação

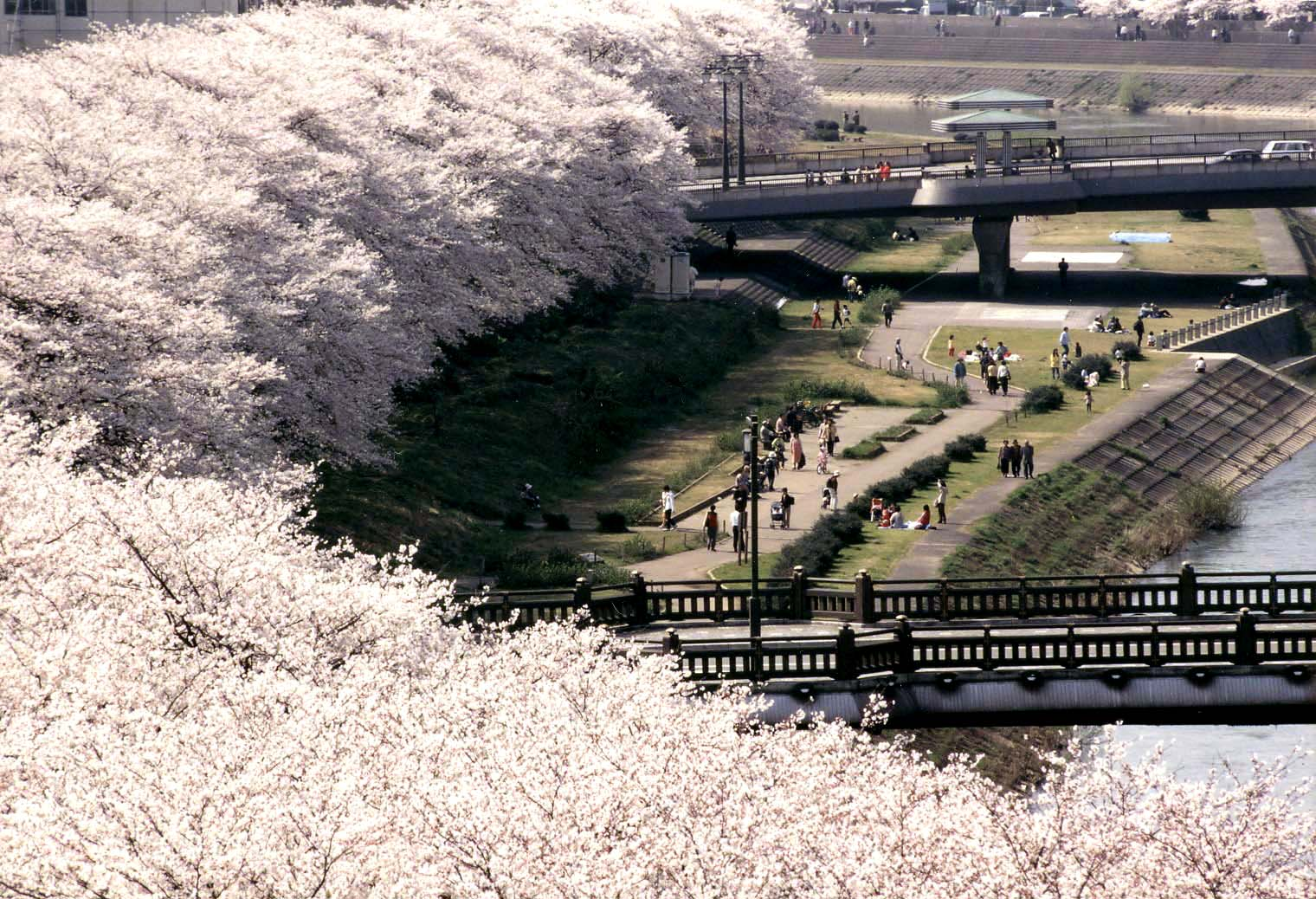
Árvores Sakura (Cerejeira) no rio Asuwa, em Fukui.

A vegetação caracteriza-se pelo predomínio de florestas, que cobrem a maior parte dos conjuntos montanhosos do país, tornando-o uma das nações mais arborizadas do mundo.
Diversos tipos de vegetação crescem quase espontaneamente nas várias regiões do país, devido ao fato de seu território incluir regiões pertencentes às zonas subtropicais, temperada e fria, e possuir água em abundância.
Em Kyushu, Shikoku e no sul de Honshu as florestas possuem árvores semelhantes às coníferas de folhas largas e chincapins; no norte de Honshu, as florestas são ricas em árvores raras como a faia e o bordo; as florestas da zona fria de Hokkaido possuem árvores com folhas em forma de agulhas, como os pinheiros.
Apesar de sua extensão territorial, o país ainda precisa importar madeira devido à grande demanda para a construção civil e a fabricação de papel.

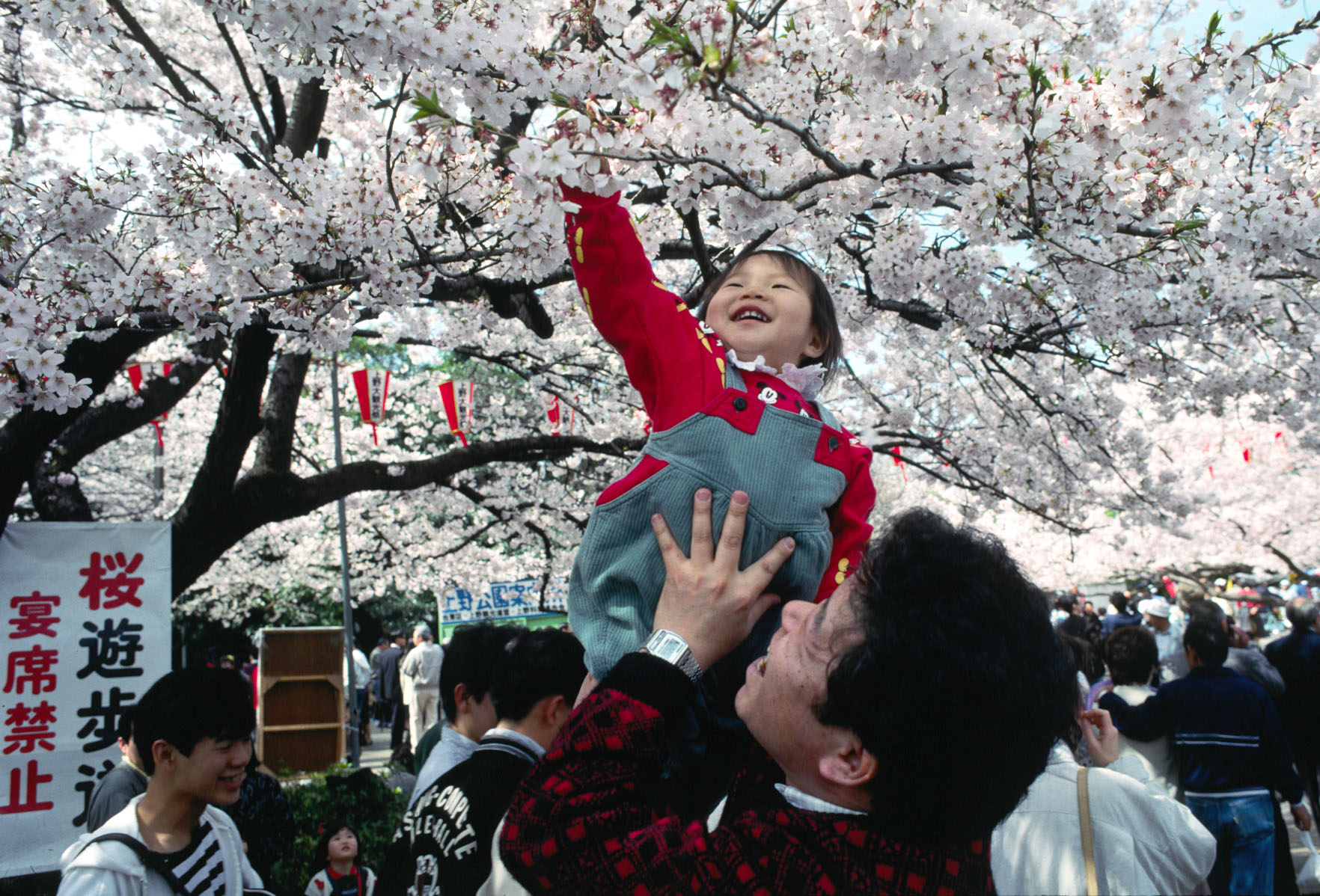
Celebrações do festival Hanami embaixo das árvores sakura (cerejeiras) no parque Ueno, em Tóquio.

O Japão tem nove ecorregiões florestais que refletem o clima e a geografia das ilhas. Elas vão de florestas subtropicais nas ilhas Ryūkyū e Ogasawara, a florestas decíduas temperadas em regiões de clima ameno das principais ilhas, florestas temperadas de coníferas nas porções frias das ilhas do norte.
Em sua flora, o país possui cerca de 6 000 espécies nativas de plantas, cuja variedade é devida ao calor, à abundância das precipitações, à umidade dos verões e ao relevo. Ao longo do território vê-se figuier banian, suji e hinoki, bem como plantas comuns em outras partes do mundo, como as magnólias. Algumas ainda possuem significados simbólicos, como as flores de cerejeira, chamadas sakuras, que representam a beleza efêmera. De suas plantas ainda saem os trabalhos com arranjos, pinturas, tecelagem e cerâmicas, além de remédios. Sua área florestal intacta ou replantada cobre 70% do território nacional, preservação esta comparada apenas aos países escandinavos.

### Preservação ambiental
No Japão, o órgão governamental responsável pela preservação do meio ambiente é o Ministério do Meio Ambiente. A preservação do meio ambiente ocorre por meio da criação de zonas de conservação (parques nacionais, parques quase-nacionais e parques públicos). A lei regendo as áreas de conservação é a Lei dos Parques Naturais.[carece de fontes?]

## Relevo

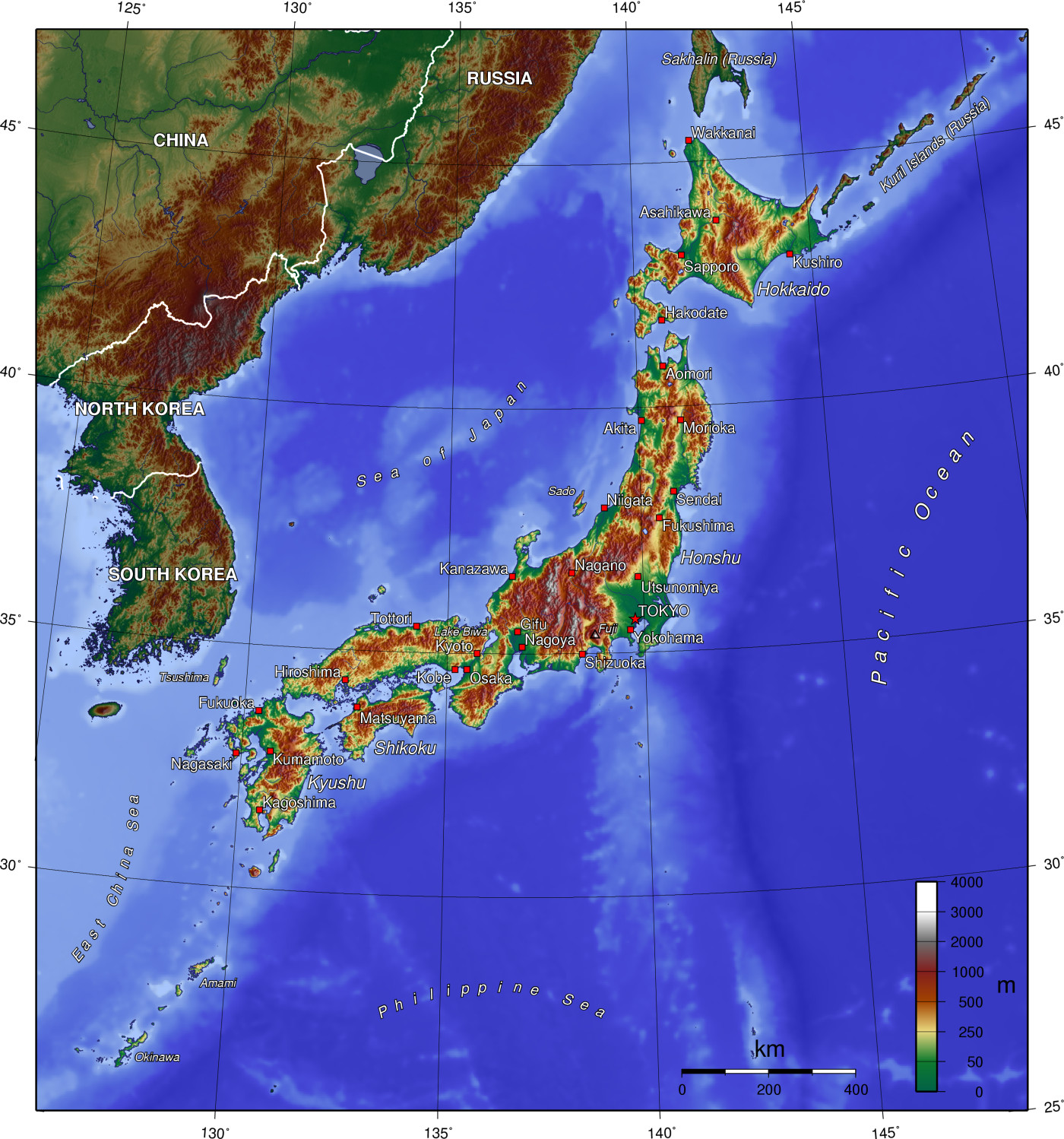
Mapa topográfico do Japão

O Japão é um país insular que se estende ao longo da costa leste da Ásia. O litoral marítimo do Japão é aproximadamente quatro vezes maior que o brasileiro. As ilhas maiores, de norte para sul, são: Hokkaido, Honshu, Shikoku, Kyushu e Okinawa. Além destas maiores, o Japão inclui mais de seis mil outras menores, parte das quais constituem as ilhas Riukyu, inclusive Okinawa, que se estendem a sudoeste de Kyushu até perto de Taiwan.
Entre 70% e 80% do país é coberto por florestas e de relevo montanhoso com uma cordilheira no centro das ilhas principais, de forma que as pequenas planícies costeiras se tornam as áreas mais povoadas do país.
O relevo japonês caracteriza-se pelo domínio de dobramentos modernos, que ocupam a maior parte do país e são marcados por uma intensa atividade vulcânica.
A montanha mais alta e o vulcão mais conhecido do Japão é o monte Fuji com 3.776 metros de altitude e seu ponto mais baixo fica no lago Hachirōgata, quatro metros abaixo do nível do mar. Localizado no Círculo de fogo do Pacífico há oitenta vulcões ativos no país e os sismos são muito comuns, ocorrendo mil deles sensíveis por ano. A enorme quantidade de vulcões mostra que nas profundezas do arquipélago o solo é instável e cheio de energia. Isso faz com que o país esteja entre os que mais registram terremotos no mundo.
Ainda que uma ameaça, estes vulcões representam uma importante fonte de turismo. Regiões como Nikko, são famosas por suas primaveras quentes e pelo cenário de montanhas vulcânicas.
Os vulcões são formações do relevo que permitem que o magma existente nas camadas mais profundas da terra aflore á superfície.A maioria dos vulcões aparece no limite entre as placas tectônicas que se movem dando espaço para a saída da lava ou causando tremores.
É justamente o que ocorre na região do Círculo do Fogo,onde se concentram as maiores manifestações vulcânicas do mundo.
O Japão tem 67 vulcões entre ativos e latentes. Asama, Hihara, Aso e o Sakurajima ainda estão ativos. O vulcão Monte Sakurajima tem entrado em erupção continuamente. Em 1914 - quando entrou em erupção, sua lava cobriu uma pequena vila que estava situada em suas encostas, causando 62 mortes e mais de 80 feridos.

## Recursos naturais

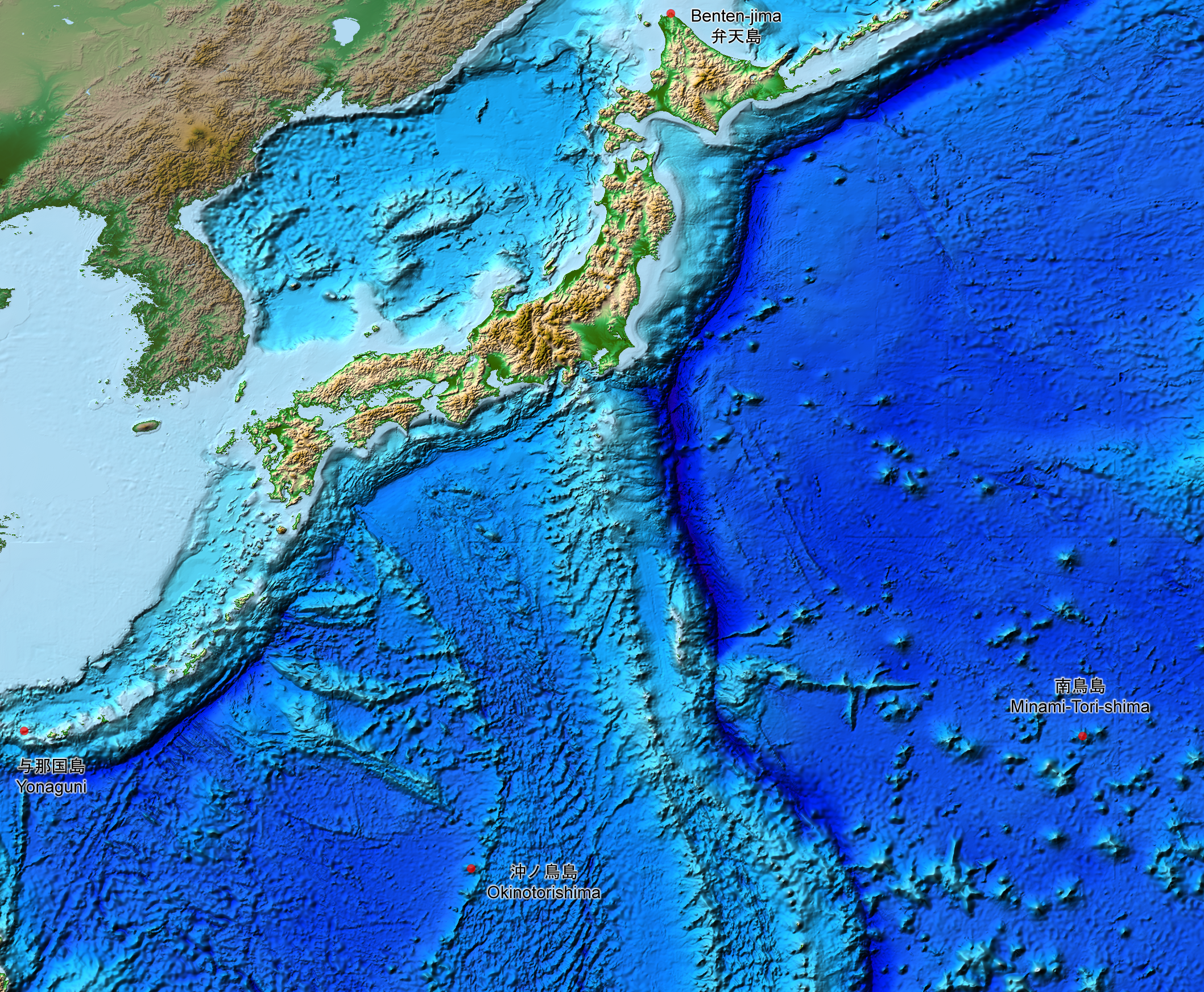
Relevo oceânico do Japão

Os recursos naturais do Japão são escassos (em terra), com exceção dos produtos da pesca (peixes, crustáceos, baleias, etc.), além de algumas indústrias de mineração e madeira.

### Vida marinha
O Japão tem uma das maiores frotas pesqueiras do mundo. Representa quase 15% das capturas globais de peixe. Em 2005, o Japão ficou em sexto lugar no mundo em termos de tonelagem de peixe capturado. (en:Fishing industry by country). O Japão capturou 4.074.580 toneladas de peixe em 2005.

### Relevo oceânico
O Japão tem a oitava maior zona económica exclusiva. São 4.479.388 km². Existem muitos recursos naturais e em relevo oceânico. Por exemplo, hidrato de metano, gás natural, minerais metálico e terras raras. Os recursos minerais do fundo do mar, como nódulos de manganês, crosta rica em depósitos cobalto e submarinos hidrotermais são encontrados a profundidades maiores que 1 000 m (3 300 pé). Cientistas japoneses descobriram a existência de 6,8 milhões de toneladas de terras raras perto da ilha Minami Torishima, capazes de cobrir as necessidades nacionais por mais de 200 anos. Estima-se que existam aproximadamente 40 trilhões de pés cúbicos de hidrato de metano no leste Fosa de Nankai do Japão.

## Hidrografia
Os cursos fluviais são de pequeno porte, devido à pequena extensão das ilhas. No entanto, são intensamente aproveitados, destacando-se a irrigação e a produção de energia elétrica, favorecida pelo encachoeiramento de seus rios.
A estrutura do terreno faz com que o Japão tenha rios de pequena extensão, quase sempre torrenciais e de reduzida bacia hidrográfica. Somente oito rios ultrapassam 200 km de extensão. O Shinano, em Honshu, é o maior, com 367 km. Outros cursos importantes são: Teshio e Ishikari, em Hokkaido; Kitakami, Tone, Kiso e Tenryu, em Honshu; e Chikugo, em Kiushu. Alguns dos rios procedentes das zonas vulcânicas do nordeste de Honshu têm águas ácidas e inúteis para a agricultura. Os rios carregam, geralmente, grandes quantidades de aluviões (depósitos de matérias orgânicas e inorgânicas deixados pelas águas) e formam deltas em suas embocaduras. O maior lago, de origem tectônica (causado por fraturas da crosta terrestre), é o Biwa, com 672 km². Mais numerosos são os de origem vulcânica, como o lago Kutcharo, de Hokkaido, o Towada e o Ashi, de Honshu. O principal rio do Japão é o Shinano-gawa.

## Sismologia
O Japão encontra-se localizado geograficamente numa zona de subducção, sendo por isso atingido por cerca de 1 500 sismos por ano.

### Sismo de Tohoku de 2011
No dia 11 de março de 2011 ocorreu um sismo de magnitude 9.0 na escala de Richter. O epicentro foi a 130 km a leste da península de Oshika e o hipocentro localizado a uma profundidade de 24,4 km, tendo provocado um tsunami. A onda gigante acabou por chegar a algumas centrais nucleares em Fukushima, causando uma fuga radioativa. O sismo, pela sua intensidade, afetou o eixo de rotação da Terra em 0,25º.